# 霍恩堡
霍恩堡是德国巴伐利亚州的一个市镇。总面积39.28平方公里，总人口1631人，其中男性807人，女性824人（2011年12月31日），人口密度42人/平方公里。